# كارلوس سوسا
كارلوس سوسا (بالإسبانية: Carlos Adolfo Sosa)‏ (21 يوليو 1919 ببوينس آيرس في الأرجنتين - 2 مارس 2009 ببوينس آيرس في الأرجنتين) هو مدرب كرة قدم ولاعب كرة قدم أرجنتيني في مركز الوسط، شارك في كأس أمريكا الجنوبية 1946 وكأس أمريكا الجنوبية 1945. وشارك مع منتخب الأرجنتين لكرة القدم. أما مع النوادي، فقد لعب مع أتلتيكو أتلانتا وبوكا جونيورز وراسينغ كولومب ونادي النجم الأحمر سانت أوين.

## مسيرته الكروية
لعب كارلوس سوسا خلال مسيرته الاحترافية مع 3 أندية في تسعة عشر موسمًا وسجل خلالها 11 هدفًا ضمن 433 مباراة. ولم يفز بأي موسم بالكأس وفاز في موسمين بالدوري.
خاض كارلوس سوسا مسيرته مع نادي أتلتيكو أتلانتا في عامي 1939-1941 ولمدة موسمين، مشاركًا في 40 مباراة ولم يسجل أي هدف. ثم انتقل إلى نادي بوكا جونيورز في موسم 1941 ليلعب معه أحد عشر موسمًا، حيث شارك في 265 مباراة سجل خلالها 7 أهداف. لينتقل بعدها إلى نادي راسينغ كولومب في موسم 1952–53 ليلعب معه ستة مواسم، مشاركًا في 128 مباراة سجل خلالها 4 أهداف.

## وصلات خارجية
- كارلوس سوسا على موقع قاعدة بيانات كرة القدم.إي يو (الإنجليزية)
- كارلوس سوسا على موقع ناشيونال فوتبول تيمز (الإنجليزية)
- كارلوس سوسا على موقع عالم كرة القدم.نت (الإنجليزية)